# Niek Michel
Nicolaas Johannes « Niek » Michel (né le 30 septembre 1912 à Velsen aux Pays-Bas et mort le 24 juin 1971) était un footballeur néerlandais, international qui évoluait au poste de gardien de but.

## Biographie

### Club
Pendant sa carrière, il joue un temps dans le club néerlandais de Quick Groningue (aujourd'hui Be Quick 1887).

### International
En sélection nationale, il est convoqué chez les Oranje par l'entraîneur britannique Bob Glendenning pour disputer la 1938 en France.
Lors de la compétition, les Pays-Bas sont sortis dès le premier tour sur un score de 3-0 par les Tchécoslovaques au Havre en huitièmes-de-finale.